# Марк Леви
Марк Леви (на френски: Marc Levy) е френски писател, роден на 16 октомври 1961 г. в Булон Биянкур, станал известен с първия си роман „Ами ако това беше истина...“ (2000), който е екранизиран през 2005 г. с Марк Ръфало в главната роля.
През 1979 г. той постъпва в организацията на Червения кръст и 3 години е регионален директор там. През 1982 г. започва да следва в Париж и още на следващата година като второкурсник създава първата си компания. През 1984 г. заминава за САЩ, където е сред създателите на две фирми за компютърна графика, а по-късно ръководи студио за обработка на компютърни изображения. През 1991 г. се връща във Франция и е сред основателите на компания, занимаваща се със строителство и вътрешен дизайн.
Освен първия му роман на български език са излезли още „Къде си?“ (заснет през 2007 г. като телевизионен сериал), „Седем дни за цяла вечност...“, „Следващият път“, „Да Ви видя отново“, „Децата на свободата“, „Всички онези неща, които не сме си казали“.
През 2007 г. Марк Леви гостува на Панаира на книгата в София.